# Libertate economică
Libertatea economică este libertatea fundamentală a oricărui cetățean de a desfășura activități economice și comerciale. Ea a rezultat ca o consecință practică a principiului fundamental al libertății profesionale. Prin urmare, libertatea economică este principala pretenție a liberalismului clasic în fața restricțiilor sistemului breslelor și a stărilor sociale.
În România, libertatea economică este un drept constituțional, prezent în articolul 45. Constituția garantează accesul libel al persoanei la o activitate economică, libera inițiativă și exercitarea acestora.